# Vinderup Vold
Vinderup Vold var et middelalderligt voldsted beliggende små 300 m vest for Vinderupgård og nordvest for det nuværende Vinderup. Anlægget går også under navnet Elverhøj, selvom det navn næppe er særlig gammelt.:78
Borgbanken er næsten kvadratisk med afrundede hjørner og måler cirka 25 m på hver led med to voldgrave omkring. En ydre voldgrav kan svagt anes i vegetationen på stedet, hvor græsset står grønnere i tørre perioder.
I 1895 vurderede historikeren Oluf Nielsen, at der ikke har været plads til mere end et tårn midt på borgbanken. Siden har Vinderup Vold været tolket som en tilflugtsborg ude i mosen, mens Vinderupgård, som ligger inde på smeltevandssand, har været set som den midelalderlige ladegård.
I 2021-2022 har Luftfotoarkæologisk Center ved Holstebro Museum for første gang gennemført arkæologiske undersøgelser på stedet. Det foregik som borgervidenskab, hvor lokale frivillige kortlagde voldstedet i samarbejde med museets arkæologer. Kortlægningen foregik ved hjælp af den geofysiske målemetode, der kaldes modstandsmåling. Undersøgelserne har vist, at der rigtignok stod et tårn på borgbanken, som Oluf Nielsen antog, men at tårnet var placeret i bankens SØ-hjørne. Dermed var der plads til yderligere bygninger langs bankens sider, og svage spor af disse bygninger påvistes også i opmålingen.:80-84
En tidligere ejers undersøgelser har afsløret munkesten (tegl), kampesten og egetømmer ved borgbankens sider. I den geofysiske opmåling kunne denne stenstøtte følges hele vejen rundt langs voldgravens indre kanter. Spor af brofæster til en (vinde?)bro påvistes på sydsiden.
Den ydre voldgrav har været 2-3 m bred, og omkransede et areal på mere end 8000 m2. I den østlige side har der stået en forborg med adskillige bygninger. Både de geofysiske målinger, og tegl i overfladen viser, at nogle af disse bygninger har været teglbyggede. Da området samtidig tydeligt er terrænreguleret, og hæver sig op mod 1½ m over den omkringliggende moseflade, er det ikke sandsynligt, at dette har været et tilflugtsborg, som kun har været brugt ved ufred, men at den har været fast beboet. Borgen på Vinderup Vold må derfor betragtes som forgængeren til Vinderupgård, ikke som en borg knyttet til Vinderupgård.:82
Den geofysiske undersøgelse har også påvist et tårn på ca. 12x12 m med egen voldgrav. Dette tårn er ældre end det voldsted, som er synligt i området i dag, og tilhører derfor en ældre fase af borgen, hvis rester i øvrigt er blevet ødelagte ved byggeriet af banken.:82
Anlægget blev fredet i 1936; ejeren blev kompenseret med 1.000 kr., hvoraf 800 kr. hidrørte fra en indsamling blandt lokale borgere og resten fra det offentlige.